# 감바스
감바스(Gambas)는 베이직 프로그래밍 언어의 객체 지향 방언의 이름이자 이와 동반된 통합 개발 환경이다. 리눅스 및 기타 유닉스 계열 컴퓨터 운영 체제에서 실행되도록 설계되었으며, 이 이름은 Gambas Almost Means Basic의 재귀 약자이다. 감바스는 또한 프랑스어와 포르투갈어에서 왕새우라는 뜻이 있으며 여기에서 프로젝트의 로고가 비롯되었다.

## 예제 코드
GUI로 된 Hello world 프로그램은 아래와 같다.
```
Public
 
Sub
 
Main
()

  
Message
(
"Hello World!"
)

End

```

벤치마크에 사용되는 프로그램의 예는 다음과 같다.
```
Private
 
Sub
 
Test
(
X
 
As
 
Float
)
 
As
 
Float

  
Dim
 
Mu
 
As
 
Float
 
=
 
10.0

  
Dim
 
Pu
,
 
Su
 
As
 
Float

  
Dim
 
I
,
 
J
,
 
N
 
As
 
Integer

  
Dim
 
aPoly
 
As
 
New
 
Float
[
100
]

  
N
 
=
 
500000

  
For
 
I
 
=
 
0
 
To
 
N
 
-
 
1

    
For
 
J
 
=
 
0
 
To
 
99

      
Mu
 
=
  
(
Mu
 
+
 
2.0
)
 
/
 
2.0

      
aPoly
[
J
]
 
=
 
Mu

    
Next

    
Su
 
=
 
0.0

    
For
 
J
 
=
 
0
 
To
 
99

      
Su
 
=
 
X
 
*
 
Su
 
+
 
aPoly
[
J
]

    
Next

    
Pu
 
+=
 
Su

  
Next

  
Return
 
Pu

End

Public
 
Sub
 
Main
()

  
Dim
 
I
 
as
 
Integer

   
For
 
I
 
=
 
1
 
To
 
10

     
Print
 
Test
(
0.2
)

   
Next

End

```